# Vodní elektrárna Kníničky
Vodní elektrárna Kníničky je vodní elektrárna na řece Svratce provozovaná společností ČEZ. Nachází se v hrázi Brněnské přehrady. Byla uvedena do provozu roku 1941. Elektrárna využívá jednu Kaplanovu turbínu o výkonu 2,88 MW (instalovaný výkon je 3,1 MW) a průměrně dokáže napájet až 2200 domácností za rok. V případě ostrovního provozu (tj. samostatně, odpojena od sítě např. při rozpadu přenosové soustavy) může být využita k rozběhu plynové spalovací turbíny v teplárenském provozu Červený mlýn. Jako vyrovnávací elektrárna částečně slouží Vodní elektrárna Komín.